# Chapter One
Chapter One is een restaurant gevestigd aan Parnell Square in Dublin, Ierland. Het kwaliteitsrestaurant is sinds 2007 in het bezit van één Michelinster.
Het restaurant is gevestigd in de kelders van het Dublin Writers Museum, waar de naam ook naar verwijst. De keuken is Europees.
In 2007 en 2008 is het restaurant gerenoveerd en gemoderniseerd. Nieuwe regelgeving voor hygiëne en werkomstandigheden maakte een geheel nieuwe keuken noodzakelijk. 
De chef-kok van Chapter One is Ross Lewis. In 2007, toen het restaurant de ster kreeg, was Garrett Byrne souschef.

## Prijzen en onderscheidingen
Chapter One heeft talloze prijzen en onderscheidingen ontvangen. Hierbij een overzicht over de laatste vijf jaar (2005-2010):
"Food & Wine" Prijzen
- Best Restaurant - 2006, 2009, 2010
- Best Dublin Restaurant - 2008
- Best Chef - 2010
- Best Sommelier - 2009

RAI Prijzen (Restaurant Association of Ireland)
- Best Restaurant - 2006, 2007, 2009, 2010
- Best Chef - 2008
- Best Chef Dublin - 2009
- Best Restaurant Dublin - 2009
- Best Wine List - 2009

Andere prijzen en onderscheidingen
- Michelinster - sinds 2007
- "The Dubliner Best Chefs" Chef - 2009
- Dubliner Magazine Restaurant of the Year - 2006 en 2008
- Baileys/Eurotoques Young Chef - Winnaar 2005